# Рушор (Хунедоара)
Рушор (рум. Rușor) — село у повіті Хунедоара в Румунії. Входить до складу комуни Пуй.
Село розташоване на відстані 270 км на північний захід від Бухареста, 39 км на південь від Деви, 145 км на південь від Клуж-Напоки, 142 км на схід від Тімішоари, 147 км на північний захід від Крайови.

## Населення
За даними перепису населення 2002 року у селі проживали 346 осіб, з них 345 осіб (99,7%) румунів. Рідною мовою 345 осіб (99,7%) назвали румунську.